# Nick Fertitta
Nick Fertitta, född 15 oktober 1984, är en svensk friidrottare (kulstötning) tävlande för IF Göta.

## Personliga rekord
| Utomhus - Kula – 18,14 (Karlstad 26 juli 2007) | Inomhus - Kula – 17,59 (Västerås 21 januari 2007) |